# サラリーマンNEO
『サラリーマンNEO』（サラリーマン・ネオ、英: NEO - Office Chuckles、サブタイトル:for the new age of office workers）は、NHK総合で放送されていたコントやショートドラマ中心のバラエティ番組。2006年のseason1まで、正式名称は『謎のホームページ サラリーマンNEO』（なぞのホームページ サラリーマンネオ）だった。

## 概要
これまでバラエティ番組としてはあまり焦点があてられていなかったサラリーマン社会をネタにしたコントを中心に構成している。コンセプトは「NHKにはない、NHKにしかできない番組」。番組内での企業名の積極的な表示（放送法第83条の規定により他のNHKの番組では控えられるが、サラリーマンをネタにしていることもあって避けては通れない）や、一見わかりにくい（内容を理解できる視聴者が限られる）シュールなコント、さらにはスタッフの笑い声が混ざったりアドリブが多用されたコントなど、今までNHKでは半ばタブーとされていた内容を取り上げているのも特色といえる。加えて、レギュラー化後の放送形態が通年放送ではなく「2クール放送、2クール休止」というローテーションを繰り返すスタイルとなっており、バラエティ番組としては民放を含めても異例と言える。
番組のメインキャストは、生瀬勝久を中心とした、普段はバラエティ番組には登場しない舞台系の俳優を中心に配しており、現在はいわゆる「お笑いタレント」が登場しない（初期の特番放送時には一部登場）のもこの番組の特徴である。この方針については、NHKのこれまでのお笑い番組が演芸主体になっており、コントに挑戦するためには他局と同じ番組を放送しても意味がなく、独自性を出すためであったとプロデューサーが取材で答えている。
かつて番組タイトルに冠していた「謎のホームページ」とは、当初の設定でコントや企画VTRが、疲れたサラリーマンを癒す「架空のホームページ」上のコンテンツとされていたことによる。番組公式サイトは第2回の特番放送時に開設されたが、「謎のホームページ」らしさを出すため放送後の2004年秋から第3回放送決定まではわざわざ削除されていた。また、特番放送時には実際に公式サイトでコントや企画VTRの一部をストリーミング配信していたが、権利上の関係もあり、番組レギュラー化の時点でいったん終了、Season3開始時に復活している。いずれも広報としての位置づけである。
日本国外向けである国際放送「NHKワールド・プレミアム」でも放送されていた。
2012年3月15日、番組公式サイト内の「監督日記」において、監督の吉田照幸からのメッセージとして、Season 7の制作・放送を行わず、2011年放送のSeason 6をもってレギュラー放送を終了することが発表された。終了理由の一つとして「マンネリ化」を指摘されていたという。一方で、3月28日更新の「監督日記」では、特別番組としての放送の可能性を模索中であることを示唆するメッセージが掲載されており、通常は番組終了後にクローズされる公式サイトもすぐにはクローズされなかった。
2012年6月30日に特別番組「サラリーマンNEO GOLD」が放送された。吉田はこの特番の終了後、2013年度上半期の連続テレビ小説『あまちゃん』の演出を手がけるために番組を離れることが明らかにされ、番組が事実上終了、公式サイトもクローズされた。脚本家をはじめとするスタッフの一部は内村光良のコント番組「LIFE!〜人生に捧げるコント〜」の制作に携わっている。

## 歴史
時間表示は全てJST
- 2004年3月26日に単発番組として放送。視聴者からの反響が好評であったため、同年8月12日にも単発番組として第2弾を放送。
- 2005年8月10日 - 12日、第3弾として3夜連続で放送（このときは番組たまごの企画の一つとして放送された）。また同年末には「謎のホームページ サラリーマンNEO+」として、須藤理彩のミニコントを追加して再放送された。
- 2006年4月4日から9月26日までレギュラー放送第1弾を放送。放送日は毎週火曜日23:00からの30分間。
  - 別名「Season1」。公式サイトでは当初から「Season1」と銘打たれていたものの、放送内ではその旨の表記はなかった。
  - 当初は全20回の予定だったが、後に好評のため特別編（少し長めのコントを4本特集したもの）が1回追加され全21回になった。
  - 同年12月24日の23:25 - 24:09にすべて新作コントによる「Winter Xmas Special」と題しスペシャル版が放送された。その際のオープニングは「幻のオープニング」と言われた2004年3月の単発第1弾放送バージョンを放映した。
- 2007年4月10日から9月25日までレギュラー放送第2弾「Season2」を放送。全21回。
  - Season 2から番組名の冠タイトルであった“謎のホームページ”の文言が削除され、タイトルを『サラリーマンNEO』に一新、ロゴに『Season ○』と併記したことに加え、ウェブサイトのURIも併記された。その理由はインターネットで検索をかければ公式サイトのホームページにアクセスできたことから、視聴者から「全然謎じゃない」「（ホームページではなく）テレビ番組だろう」との指摘があったためとされる[注 6]。
  - このシリーズから地上デジタル放送ではデータ放送連動番組になった。
  - 6月26日には「ボーナススペシャル」として、全編にわたり内村光良をフィーチャーしたコントを放送。また8月7日には「サマースペシャル」としてNHKアナウンサーなど「意表を突いたゲスト」（当日のオープニング映像より）を迎えたコントを放送した（ただし、いずれも放送時間は通常通り）。
  - 同年10月、第35回国際エミー賞のコメディー番組部門最終ノミネート作品に選ばれた（受賞はならず）。
  - 11月23日にはBShiにて、Season2全21回の再放送（「完全アンコールスペシャル」）と、様々な事情でお蔵入りとなった未公開コントの放送（「蔵出しスペシャル」）を合計全11時間10分にわたり放送した（勤労感謝の日にちなんだ企画とのこと）。
  - 12月30日にはNHK総合にて「年の瀬スペシャル」（23:00 - 24:13）と題して、44分間の新作コントの放送の後、BShiで放送された蔵出しスペシャルを再放送した。
  - 2008年3月27日深夜にはNHK総合にて「Season2スペシャルセレクション」と題して、第1回・サマースペシャル・最終回が続けて再放送された（Season3の予告編的位置づけ）。
- 2008年4月6日より9月28日までレギュラー放送第3弾「Season3」を放送。放送日はSeason2までの火曜日から日曜日23:00に移動となった。
  - 5月25日には全編にわたり三谷幸喜を役者としてフィーチャーした「三谷幸喜スペシャル」を、6月15日には同様に香取慎吾をフィーチャーした「香取ボーナススペシャル[注 7]」を放送。
  - 8月3日には「2008夏スペシャル」と題して42分間と枠拡大した放送を行った。過去のコントの続編も取り上げられた。
  - 11月23日には前年同様、BShiにて「勤労感謝スペシャル」として、Season3のうち「2008夏スペシャル」を除く20回分の再放送と、未公開コント3本を合計10時間10分（中断50分）にわたって放送。
  - 12月27日にはNHK総合にて「ウィンタースペシャル“宴”」（22:45 - 23:30）を放送。
  - 2009年4月10日深夜にはNHK総合にて第1回・2008夏スペシャル・最終回を含む6本が続けて再放送される（Season4の予告編的位置づけ）。
- 2009年4月12日より9月27日までレギュラー放送第4弾「Season4」を放送。放送日はSeason3と同時間[注 8]。全20回。シーズンテーマは"STAY HUNGRY. STAY FOOLISH." 
  - このシーズンはゲストを大々的に取り上げた放送はなかったが、7月26日の放送では大杉漣をゲストに迎えたコントを2話放送。また、予告CMでは1つのテーマ（対決など）に絞ってコントを選りすぐった回を「○○（テーマ）スペシャル」として放送していた。
  - 11月23日には、3年目となる「勤労感謝スペシャル」をBShiにて放送。放送時間は7:45-18:00の10時間15分。
  - 12月27日にはNHK総合にて「ウィンタースペシャル2009」（23:10 - 23:57）を放送。アナログ放送はこれまでは通常の4:3サイズだったが、この回はレターボックス14:9で放送された
- 2010年4月8日より9月16日までレギュラー放送第5弾「Season5」を放送。放送曜日が日曜日から木曜日22:55（平日23時台の日替わり枠）に移動[6][注 9]。その後のBizスポと併せて木曜日は「サラリーマン・ビジネスマン向け番組」が続くこととなる。このシーズンからアナログ放送がレターボックス16:9化された。シーズンテーマは「地味に、しみじみ」
  - 8月26日・9月2日には、レギュラー放送回数が通算100回になることを記念し、大泉洋・伊東四朗・美輪明宏を迎えた「ゲストスペシャル」を放送した。
  - この年はレギュラー放送開始後恒例となっていた、勤労感謝の日のBS hiでの「勤労感謝スペシャル」、また年末の「ウィンタースペシャル」の放送は共に行わなかった。
- 2011年5月10日よりレギュラー放送第6弾「Season6」を放送。放送曜日が木曜日から火曜22:55に移動[注 10]。[注 11]火曜日の放送はSeason 2以来4年振り。
  - 当初は4月5日開始予定だったが、東日本大震災の影響で開始時期が1ヶ月繰り下げになった。
  - 放送開始に先立ち、5月7日23:00-23:30にインタビューやメイキング映像を交えた「シーズン6 スタート直前スペシャル」が放送された。過去の再放送でない予告編が作成されるのはこれが初めてで、土曜日の放送もこれが初であった。
  - 8月30日にはゲストに劇場版の主役でもある小池徹平とNHKアナウンサーの有働由美子を迎え、「サラリーマンNEO クラシック」と題して過去のコントのリバイバル作品（いずれも新作）を放送した。
  - 10月30日（29日深夜）には「サラリーマンNEO シーズン6 特別感謝総集編」（0:00-0:45）と題して、Season 6の111本のコントから視聴者のリクエスト投票に基づいて選んだ総集編を放送。
  - 12月30日に2年振りとなるウィンタースペシャルを放送。『サラリーマンNEOプレゼンツ TVマンNEO』（23:10-24:00）として、通常の短編作品ではなく、テレビ局「ひょっとこテレビ」を舞台とした長編コントとして制作された。
- 2011年11月3日に、『サラリーマンNEO劇場版（笑）』のタイトルで映画化（後述）。
- 2012年3月15日、同日更新の公式サイトにて、Season 7の制作・放送を行わず、レギュラー番組としては終了となったことを発表[2]。
- 2012年6月30日に、特番『サラリーマンNEO ゴールド』(21:00-22:13) を放送。シリーズ初のゴールデンタイムでの放送で、レギュラー陣に加えて稲垣吾郎、立川志の輔、水川あさみをゲストに迎えた[7]。

### 放送時間（レギュラー化以後）

#### 地上波
いずれも総合テレビ。いずれのシーズンも4月から9月にかけて放送される。基本的に放送回数は20回前後で設定されており、特別編成に伴う休止がある。
本放送
- 毎週火曜 23:00 - 23:29（Season1及びSeason2）
- 毎週日曜 23:00 - 23:29（Season3及びSeason4）
- 毎週木曜 22:55 - 23:25（Season5）[6]
- 毎週火曜 22:55 - 23:25（Season6）

再放送
- Season1-3はいずれも毎週土曜未明（金曜深夜）の放送。
  - Season1：1:10 - 1:39
  - Season2：1:40 - 2:09
- *Season3：3:10 - 3:39
- Season4・5では設定されなかった（『ミッドナイトチャンネル』において不定期に放送される場合あり）。
- Season6：日曜深夜（月曜未明）0:30-1:00
  - 近畿地方のみ西方笑土および上方落語の会放送のため日曜での再放送は休止となっていたが、2011年10月1日-10月29日に『よるtoもっと』にて毎週2-5話ずつ集中再放送された[8]）

#### 衛星放送
BShi
- 毎週月曜 18:00 - 18:29（Season1のみ）
- Season2以降は定時の再放送は行われていないが、毎年11月23日に当年のレギュラー放送を一括して再放送している（前述）。

BS 2（難視聴対策放送）
- 毎週火曜 8:30 - 8:59（Season1及びSeason2）
- 毎週木曜 8:30 - 8:59（Season3）
- 毎週火曜 2:30頃から（Season4、『BSアンコール館』の枠内にて放送）
- 毎週火曜 17:30 - 18:00（Season5）

#### ネット配信
Webサイト
公式サイト内で、過去に放送されたコントの一部について期間限定で「カタログ」として配信している（前述）。
また、2009年より「NHKオンデマンド」にて過去に放送された内容を有料で配信している（「特選ライブラリー」は現状はSeason1・2のみ。2010年10月22日からSeason3が配信されるが第10回については著作権の関係で配信されない）。
モバイル配信
2008年6月2日から2008年8月29日までの3か月限定で、ケータイサイト「速報Musicサーチ」内のコーナー「速M.tv」にて、Session1の“Neo Express”のみが配信された（i-modeのみ）。

## 出演者
番組立ち上げから続けて出演しているのは生瀬勝久、山西惇、入江雅人、八十田勇一、原史奈、ONEOR8の6組である。

### 2004年（単発番組時代）
- 生瀬勝久
- 白井晃
- 山崎一
- 温水洋一
- 山西惇
- 須藤理彩
- マギー
- 入江雅人
- 山下容莉枝
- 犬山イヌコ

- アリtoキリギリス（石井正則・石塚義之）
- 八十田勇一
- 六角精児
- 大堀こういち
- 康ヨシノリ
- 六角慎司
- 原史奈
- 清水ゆみ
- ゆりん
- ONEOR8

- 宝田明

### 2005年（単発番組時代）
- 生瀬勝久
- 沢村一樹
- 田口浩正
- 須藤理彩
- 山西惇
- マギー
- 入江雅人
- 八十田勇一

- 温水洋一
- 清田正浩
- 水沢螢
- 原史奈
- 中田有紀
- ONEOR8
- 宝田明
- カルロス・ゴーン

### 2006年 (Season 1)
- 生瀬勝久
- 沢村一樹
- 田口浩正
- 中越典子
- 山西惇
- マギー
- 入江雅人
- 田中要次
- 八十田勇一
- 中山祐一朗

- 田鍋謙一郎
- 原史奈
- 奥田恵梨華
- 中田有紀
- コンドルズ
- ONEOR8
- 平泉成
- 野川由美子
- 宝田明
- カルロス・ゴーン

ゲスト出演
- 瀬川亮（レギュラー放送時に見どころNHKの取材関連で出演）
- 南野陽子（winter X'mas SP）
- 小松政夫（winter X'mas SP）
- 水越伸（winter X'mas SP）
- 茂木健一郎（winter X'mas SP）
- ダンテ・カーヴァー[注 12]（winter X'mas SP）

### 2007年 (Season 2)
- 生瀬勝久
- 沢村一樹[10]
- 田口浩正
- 中越典子
- マギー
- 入江雅人
- 山西惇

- 八十田勇一
- 池田鉄洋
- 田中要次
- 中山祐一朗
- 中村靖日
- 小林高鹿
- 竹下宏太郎

- 田鍋謙一郎
- 深水元基
- 原史奈
- 奥田恵梨華
- いとうあいこ
- 川瀬良子
- 中田有紀

- コンドルズ
- ONEOR8
- 南野陽子
- 宮崎美子
- カルロス・ゴーン
- 平泉成
- 宝田明

ゲスト出演
- 内村光良（ボーナススペシャル）
- 片瀬那奈（「セクスィー部長」#4）
- 黒谷友香（「セクスィー部長」#5）
- 小野文惠（NHKアナウンサー、サマースペシャル「会社の王国」）
- 黒崎めぐみ（NHKアナウンサー、サマースペシャル「会社の王国」）
- 住吉美紀（NHKアナウンサー、サマースペシャル「会社の王国」）
- 塚原愛（NHKアナウンサー、サマースペシャル「会社の王国」）
- 高見のっぽ（高見 映）（サマースペシャル「Let's do it!!」）
- ゴン太くん（サマースペシャル「Let's do it!!」）
- 藤岡藤巻（サマースペシャル「息子よ」）
- 賀来千香子（サマースペシャル「セクスィー部長」#6）[11]
- ボビー・バレンタイン（教えて!Mr.バレンタイン）
- 麻木久仁子（「セクスィー部長」#8）
- 西田敏行（年の瀬スペシャル「スーパーの男」）
- 冨士眞奈美（年の瀬スペシャル「セクスィー部長」BEGINNING）
- 吉瀬美智子（年の瀬スペシャル「セクスィー部長」BEGINNING）
- 坂本龍一（年の瀬スペシャル「私とNEO」）
- ビリー&シェリー（年の瀬スペシャル「教えて!Mr.ビリー」）

### 2008年 (Season 3)
- 生瀬勝久
- 沢村一樹
- 田口浩正
- 中越典子
- マギー
- 入江雅人

- 山西惇
- 八十田勇一
- 池田鉄洋
- 田中要次
- 中山祐一朗
- 中村靖日

- 小林高鹿
- 田鍋謙一郎
- 深水元基
- 野間口徹
- 吉瀬美智子
- 堀内敬子

- 原史奈
- 奥田恵梨華
- いとうあいこ
- 金子さやか
- 中田有紀
- コンドルズ

- ONEOR8
- 酒井美紀
- 宮崎美子
- 平泉成
- 宝田明

ゲスト出演
- 岡あゆみ（「セクスィー部長」#10）
- 岡本麗（「セクスィー部長」#10）
- 出口結美子（「がんばれ川上くん」#23）
- 純名りさ（「セクスィー部長」#11）
- 三谷幸喜（三谷幸喜スペシャル）
- 香取慎吾（ボーナススペシャル）
- 余貴美子（「セクスィー部長」#14）
- 野川由美子（「2008夏スペシャル」内「部長の親 ―2008 夏―」）
- 冨士眞奈美（「2008夏スペシャル」内「大いなる新人」）
- 小西真奈美（「2008夏スペシャル」内「社内竜王」）
- 水野美紀（「セクスィー部長」#16）
- とよた真帆（「セクスィー部長」#17）
- 草刈正雄（「セクスィー部長」#17）
- 松坂慶子（「ウィンタースペシャル」内「二十年目の同窓会」）

### 2009年 (Season 4)
- 生瀬勝久
- 沢村一樹
- 田口浩正
- 中越典子
- 入江雅人
- 山西惇
- 八十田勇一

- 池田鉄洋
- 堀内敬子
- 田中要次
- 中山祐一朗
- 中村靖日
- 深水元基
- 野間口徹

- 原史奈
- 奥田恵梨華
- いとうあいこ
- 金子さやか
- 中田有紀
- 石川樹
- コンドルズ

- ONEOR8
- 麻生祐未
- 宮崎美子
- 平泉成
- 宝田明

ゲスト出演
- 藤本美貴（「セクスィー名作シリーズ」#2）
- 石田ひかり（「セクスィー名作シリーズ」#3）
- 小島聖（「セクスィー名作シリーズ」#4）
- 大杉漣（「サラリーマン童話」（北風の部長 太陽の部長）、「白石夫妻シリーズ」#2）
- 美保純（「セクスィー名作シリーズ」#5）
- 草刈正雄（「セクスィー名作シリーズ」#6）
- 志垣太郎（志垣太郎のふくり!万才）[注 13]
- 野村克也・沙知代夫妻（ウィンタースペシャル2009「教えて！Mr.ノムさん」）
- 姜尚中（ウィンタースペシャル2009「NEO Express」）[注 14]
- ピーター・バラカン（ウィンタースペシャル2009「NEOドキュメント」）
- アントン・ウィッキー（ウィンタースペシャル2009「Wickyさんのワンポイント宴会芸」）
- 市川亀治郎（ウィンタースペシャル2009「セクスィー部長」）

### 2010年 (Season 5)
- 生瀬勝久
- 沢村一樹
- 田口浩正
- 中越典子
- 入江雅人
- 山西惇

- 八十田勇一
- 池田鉄洋
- 堀内敬子
- 田中要次
- 中山祐一朗
- 中村靖日

- 深水元基
- 野間口徹
- 原史奈
- 奥田恵梨華
- いとうあいこ
- 金子さやか

- 中田有紀
- コンドルズ
- ONEOR8
- 麻生祐未
- 宮崎美子
- 平泉成

ゲスト出演
- 大林素子（「サラリーマン体操」）
- 廣田遥（「サラリーマン体操」）
- 小池栄子（「セクスィー部長」）
- 千葉真子（「サラリーマン体操」）
- 川上直子（「サラリーマン体操」）
- 田中雅美（「サラリーマン体操」）
- 安部佳央里（「セクスィー部長」）
- 白石明世（「セクスィー部長」）
- 朱雀麻耶（「セクスィー部長」）
- 高沢奈苗（「セクスィー部長」）
- 巽よしこ（「セクスィー部長」）
- 別府あゆみ（「セクスィー部長」）
- 若月彩子（「セクスィー部長」）
- 伊東四朗（100回記念）
- 美輪明宏（100回記念「私とNEO」）
- 大泉洋（100回記念）
- 四元奈生美（サラリーマン体操）

### 2011年 (Season 6)
※印の者を除いて、2012年の特番（GOLD）にも出演している。
- 生瀬勝久
- 沢村一樹
- 田口浩正
- 中越典子
- 入江雅人
- 山西惇

- 八十田勇一
- 池田鉄洋
- 堀内敬子
- 田中要次
- 中山祐一朗
- 中村靖日

- 深水元基※
- 野間口徹
- 原史奈
- 奥田恵梨華
- 金子さやか※
- 中田有紀

- コンドルズ※
- ONEOR8
- 麻生祐未
- 宮崎美子
- 平泉成※

ゲスト出演
- 岡本美佳、大橋美加、金子梨沙、押味愛里沙（#2・19「サラリーマン体操」）
- 蒼あんな・れいな（#3・9「セクスィー部長」）
- 谷村美月（#4「はっきりしたお返事を」、#4・12「ギャル社長」、#14「ちあきちゃん」、#15「フランク」、#19「セクスィー部長」）
- 北代高士（#5「君子、46歳のメモ」）
- 片岡安祐美（#8「サラリーマン体操」）
- 勅使川原郁恵（#10「サラリーマン体操」）
- 青木愛（#13「サラリーマン体操」）
- 小池徹平（#16「会社王国」、#20「プレゼン魂」）
- 有働由美子（NHKアナウンサー、#16「会社王国」）
- 陣内貴美子（#16「サラリーマン体操」）
- 高橋聡美、高山えみり、津川智香子、福田樹（#17「NEO48 partII」）
- 有賀暁子、横川道乃、五日市祐子、松下亜実（#19「サラリーマン体操」）

特番（GOLD）ゲスト出演
- 稲垣吾郎（「戦国サラリーマン・ヒデヨシ」「会議最前線」）
- 水川あさみ（「愛娘の結婚」「博多よかばい食品物語」）
- 立川志の輔（「一人、外れる」）
- 武内陶子（NHKアナウンサー、「戦国サラリーマン・ヒデヨシ」）

### ナレーション
- 小山力也（「Re:」）
- 田中真弓（「はたらくおじさん」岩田君・Season1「世界の社食から」・Season4「職場妖怪百選」・Season5「大改造!! NEO的ビフォーアフター」）
- 大場真人（「はたらくおじさん」猫柳君・「サラリーマン・遊びの流儀」）
- 皆口裕子（2005年・Season2以降「世界の社食から」、2005年・番組CMナレーション）
- 窪田等（2005年「前田建設ファンタジー営業部」）
- 林田尚親（会社の王国オープニング）
- 佐久間レイ（2004年「元気が出る会議術」岩田君・番組CMナレーション）
- 梅津秀行（2004年「元気が出る会議術」猫柳君・「誠」）
- 山口奈々（Season2「新しいネクタイの結び方講座」）
- 古家貴代美（Season2「Let's Do it!」のっぽさんの工作のナレーション）
- 内藤啓史アナウンサー（Season1・Season3「社内竜王」、年の瀬スペシャル「ゆくNEOくるNEO」、Season6「neo日本紀行」））
- 阪脩（Season3「サラリーマンOLD」）
- 渡辺篤史（Season4-5「サラリーマン夢探訪」）
- 郷里大輔（Season4「派遣エンジェル」）ボスの声
- 掛川裕彦（Season4「派遣エンジェル」）OPナレーション
- 青野武（Season4「サラリーマン童話」）
- 宮内鎮雄（ウィンタースペシャル2009「NEOドキュメント」）
- 奥田民義（Season5-6「会議最前線」、「二人三脚」）
- 松田洋治（Season5「大人の世界ふれあい街歩き」）
- 青木菜な（Season6「NEOリクルートスクール」）
- 奈佐健臣（Season6「サラリーマン黙示録」）

## キャラクター
番組オリジナルのキャラクターとして5匹のネコと1羽のペンギンがいる。「株式会社NEO商事」という動物たちが働く謎の会社、という設定で、日本のサラリーマン社会と 非常に似た日常が繰り広げられているとのこと。「ネオ」と「ネコ」をかけている。
「社員」は猫柳くん、猫しずかマドンニャ（マドンナのパロディ）、猫田部長、猫崎くん、渥美トラ次郎の5匹のネコとイワトビペンギンの岩田くん。猫柳君と岩田君以外は主にホームページ上でのみ取り上げられ、番組内にはあまり登場しない。「サラリーマンNEKO」と題した四コママンガがたまにアップされている。なお、「渥美トラ次郎」は渥美清の渥美と彼が演じた寅次郎の次郎をかけたものである。
猫柳君と岩田君は企画コーナー「はたらくおじさん」のリポーターとしてパペットで出演している。2004年の特番で初登場。コントの中の小道具としてこまめに登場することがあるほか、公式サイト内での広報担当もつとめている。

## スタッフ
- 脚本：内村宏幸・平松政俊・オークラ・内藤英一・鏑木将宣・広瀬大輔・藤原ちぼり・細田哲也・大宮エリー・町行慈・白崎和彦・中野俊成・ブルースカイ
- 演出：吉田照幸・福島明（Season6・一部回）
- 制作統括：原田秀樹（Season3・第13回〜）・山田良介 (Season2 - Season3・第12回)・横大路順一（Season1〜Winter X'mas SP）

## DVD
1. 謎のホームページ サラリーマンNEO 全2枚セット
2004年3月の第1弾、2004年8月の第2弾、2005年8月の第3弾からセレクトされたコントを収録。
2. 謎のホームページ サラリーマンNEO 2004・赤盤　（2006年4月19日発売）
いくつかの企画もののコーナーは未収録だが、コントについては全て収録し、未公開のものも収録されている。著作権上の問題で音声がオンエア時と異なる部分がある。
3. 謎のホームページ サラリーマンNEO 2005・青盤　（2006年4月19日発売）
赤盤と同様いくつかの企画もののコーナーは未収録だが、コントについては全て収録し、未公開のものも収録されている。著作権上の問題で音声がオンエア時と異なる部分がある。
4. サラリーマンNEO Season-1 Vol.1〜4
  - 1 - 第1回（2006年4月4日放送）〜 第5回（2006年5月2日放送）　（2006年10月18日発売）
  - 2 - 第6回（2006年5月9日放送）〜 第10回（2006年6月6日放送）　（2006年10月18日発売）
  - 3 - 第11回（2006年6月27日放送）〜 第15回（2006年8月1日放送）　（2007年3月21日発売）
  - 4 - 第16回（2006年8月22日放送）〜 第21回（2006年9月26日放送）　（2007年3月21日発売）

Vol.1〜4いずれも未収録コーナーやBGMの差し替えがある。
5. サラリーマンNEO Season-1 DVD-BOX I、II
I - 第1回〜第10回を収録。特典映像として未公開コントも収められている。脚本の内村宏幸による全コント解説冊子（14ページ）付き。
II - 第11回〜第20回および特別編である第21回を収録。Iと同じく未公開コントも収録され、解説冊子も付いている。
6. サラリーマンNEO Season-2 Vol.1〜4
  - 1 - 第1回 〜 第5回　（2007年10月17日発売）
  - 2 - 第6回 〜 第10回および第11回（クリスマススペシャル）（2007年10月17日発売）
  - 3 - 第12回 〜 第16回　（2008年3月19日発売）
  - 4 - 第17回 〜 第21回　（2008年3月19日発売）
7. サラリーマンNEO Season-2 DVD-BOX I、II
I - 第1回〜第10回およびクリスマススペシャルである第11回を収録。（2007年10月17日発売）
II - 第12回〜第21回および蔵出しスペシャルを収録。（2008年3月19日発売）
8. サラリーマンNEO Season-3 Vol.1〜4
  - パッケージのロゴが洋画作品のパロディになっている(Vol.1のみ写真配置も似せてある）
  - 1 - 第1回 〜 第5回(スター・ウォーズ エピソード3/シスの復讐)
  - 2 - 第6回 〜 第9回、第11回　年の瀬スペシャルと第10回の一部(インディー・ジョーンズ)
  - 3 - 第12回 〜 第16回(ゴッド・ファーザー)
  - 4 - 第17回 〜 第21回(ハリー・ポッター)
9. サラリーマンNEO Season-3 DVD-BOX I、II
I - 第1回〜第11回および年の瀬スペシャルを収録。（2008年10月15日発売）
II - 第12回〜第21回を収録。（2009年3月18日発売）
10. サラリーマンNEO Season-4 DVD-BOX I、II
I - 第1回〜第10回。（2009年10月21日発売）
II - 第11回〜第21回を収録。（2010年3月15日発売）

セクスィー部長 〜瞬殺フェロモン17連発!〜（2010年4月21日発売）
いずれも販売元ポニーキャニオン、発行NHKエンタープライズ。

## 関連書籍
- 『謎のホームページ サラリーマンNEO 公式レポート』
発行：角川書店、2007年（平成19年）5月25日初版発行、ISBN 9784048839792
- 『サラリーマンNEО―内村宏幸オリジナルコント傑作集』
発行：光文社、2007年（平成19年）3月初版発行、ISBN 9784334742232

## スピンオフ番組
2008年以降、サラリーマンNEOスタッフにより別コンセプトの番組が制作されている。一部の出演者が重複しているなど、サラリーマンNEOのスピンオフ的要素が強い。いずれもNHK番組たまごとして企画され、後にレギュラー化している（予定含む）。
- 祝女（2008年、2009年） - 2010年1月-3月にレギュラー放送（2010年10月からシーズン2が放送される）
- WALKING EYES アルクメデス（2009年） - 2010年7月-9月にレギュラー放送

## 劇場版
2011年4月12日、本作が劇場映画化されることが公表された。NHKエンタープライズ・博報堂DYメディアパートナーズを中心とした製作委員会方式で制作される。キャッチコピーは「笑いものが、やってくる。」。ショウゲート配給で2011年11月3日公開。
ドラマ的ストーリーを加えつつ、随所にレギュラー版のコントが盛り込まれる。監督はテレビシリーズの演出でもある吉田照幸。
主人公となるビール会社の新入社員役にシリーズ初参加の小池徹平。もう一人の主人公として、番組レギュラーの生瀬勝久がクセのある上司役で登場するほか、沢村一樹らのその他のレギュラー陣も出演する。小池と生瀬の顔合わせは日本テレビ系ドラマ「ごくせん」以来6年ぶり。また、劇場版では、Season 6の主題歌『笑顔にカンパイ!』を歌う郷ひろみが本人役で特別出演する。『笑顔にカンパイ!』は劇場版でも主題歌として使用される。
2011年7月15日に映画版の正式タイトルが『サラリーマンNEO 劇場版（笑）』（英: Japanese Salaryman NEO）となること（それまでは『劇場版サラリーマンNEO』のタイトルで呼ばれていた）と、本作がコメディ初挑戦となる篠田麻里子（AKB48）がビール会社の受付嬢役で出演することが発表された。
第4回したまちコメディ映画祭in台東のオープニング作品として、2011年9月17日ワールドプレミア上映が行われた。2011年10月25日に第24回東京国際映画祭にて特別招待作品として上映されている。
公開初週に映画観客動員ランキング（興行通信社調べ）で初登場第11位となっている。
なお、「劇場版」のPRに当たっては、第一生命「サラリーマン川柳」やサントリーなどとのタイアップ企画が多数行われたものの、通常のテレビ作品映画化のケースと異なり、番組内およびNHK公式サイト内では直接の宣伝は行われていない（脚本担当の平松政俊曰く「元がNHKなのであんまり宣伝できない事情がある」とのこと。ただし小池徹平がSeason 6のゲストで出演したり、NHK公式サイトから「劇場版」公式サイトへのリンクが張られるなど、間接的には宣伝が行われている上にSeason6の特別感謝総集編のオープニングでは「今年の秋公開の劇場版サラ…」と言う出演者をあわてて口止めするという場面が見られた。）。

### あらすじ
舞台はビール業界万年5位の「NEOビール」。根尾社長（伊東四朗）が、ゴルフコンペで業界1位の大黒ビール・布袋社長（大杉漣）に惨敗した悔しさから「大黒ビールを抜いてシェア1位を目指す」と宣言、全社員に新商品のアイデアを1週間以内に出すよう指示することに。斬新かつ珍妙なアイデアは飛び出すものの決定的なアイディアが出ない中、第一志望でないNEOビールに入社した新入社員の新城（小池）がその場しのぎで口にした“とある企画”にGOサインが出てしまい、物語は大きく動き出すことに…。

### 「劇場版」キャスト
テレビ版のレギュラー陣は、多くがテレビ版での代表的なキャラクターを基本とした役柄となっている（役名の後ろのカギ括弧は該当するコントのタイトル）。
レギュラー陣以外の出演者のうち、冨士・伊東・大杉の3名はSeason 5までのテレビシリーズでのゲスト出演の経験あり。またマギーはSeason 3までレギュラーだった。
- 新城誠 - 小池徹平
- 中西一郎（新城の上司・「会社の王国」の解説） - 生瀬勝久
- 斉藤豪太（新城の同僚） - 田口浩正
- 大橋希美（広報担当「天然日和 OL大橋29歳の肖像」） - 中越典子
- 皆川康弘（ベンチャー企業の社長） - 入江雅人
- 桜木雅子（マーケティング部） - 堀内敬子
- 鏑木作一郎（「会社の王国」実況） - マギー
- 白石和弘（新城の上司・中西の部下「白石夫妻シリーズ」） - 山西惇
- いーちゃん部長（新城・中西の上司「部長の親」） - 田中要次
- 鞍馬琢磨（デパートの副社長） - 八十田勇一
- 小西健太（新城の同僚） - 池田鉄洋
- 岡崎大機（新城の友人） - 中山祐一朗
- 早井俊介（新城の同僚「早井くん」） - 中村靖日
- 東雲寺才五郎（九州支社ブレンダー） - 野間口徹
- 転職バー店長 - 深水元基
- 田波直子（新城の上司「スケバン欧愛留」） - 原史奈
- 麗子（布袋の秘書「スケバン欧愛留」） - 奥田恵梨華
- 遠山幹子（デザイン部） - 金子さやか
- 中山ネオミ（「NEO EXPRESS」キャスター） - 中田有紀
- ハロルド金山＆ダンサー - コンドルズ
- キャディー - 瀬戸カトリーヌ
- フェミニスト団体代表 - 冨士眞奈美
- 根尾幸三（NEOビール社長） - 伊東四朗
- 布袋社長（大黒ビール社長） - 大杉漣
- マオ（受付嬢） - 篠田麻里子
- 郷ひろみ（本人役） - 郷ひろみ
- 白石時子（白石和弘の妻「白石夫妻シリーズ」） - 麻生祐未
- 鞍馬さゆり（デパートの社長） - 宮崎美子
- 早川辰夫（新城の同期「大いなる新人」） - 平泉成
- 川上健（新城の同僚「がんばれ川上くん」「セクスィー部長」） - 沢村一樹